# Lesmahagow
Lesmahagow est une ville située dans le South Lanarkshire, en Écosse.